# Agathia conjux
Agathia conjux là một loài bướm đêm trong họ Geometridae.